# Medicii Interniști
Medicii Interniști (Интерны) – este un serial de comedie rusesc dedicat vieții medicilor interniști. Unul dintre cele mai populare sitcomuri din Rusia. S-a difuzat la postul de televiziune TNT între 31.03.2010 – 25.02.2016.  
Serialul este dedicat vieții și activității unor tineri medici interniști neexperimentați, care în mod constant intră în tot felul de peripeții și situații jenante.
În perioada 23.11.2019 până în 12.01.2020, TNT a difuzat desenul animat Medicii Interniști creat pe baza primelor 21 de episoade. 

## Serialul și personajele acestuia
Este povestea a patru absolvenți ai Institutului de Medicină care au ca sarcină să activeze 1 an de zile într-un spital din Moscova pentru a-și întări cunoștințele profesionale în scopul de a obține certificatele de doctori profesioniști. 
Fiecare dintre cei patru stagiari sosiți în spital are propria sa particularitate. 
Coordonatorul acestora, șeful secției de terapie Andrei E. Bîkov, face glume permanent pe seama lor. Un alt cadru medical implicat în aventurile tinerilor medici stagiari, este șeful secției dermato-venerice – Ivan N. Cupitman, prieten bun cu Bîkov. În activitatea sa de conducere, dr. Bîkov este ajutat de asistenta-șefă a secției de terapie – Liubov M. Skriabina. Directoarea spitalului, medicul-șef Anastasia K. Kisegaci, conduce cu mână forte instituția, impunându-se prin exigență și autoritate.
Peripețiile întâlnite în serial, potrivit spuselor creatorilor, sunt inspirate din fapte reale.

Andrei E. Bîkov (Ivan Ohlabîstin) – șeful secției de terapie și totodată coordonatorul stagiarilor. Un  excelent profesionist, însă de felul lui încăpățânat și egoist, posedă un simț al umorului specific. Foarte inteligent, amabil și receptiv, te poate ajuta în orice clipă, dar într-o formă necizelată – fost motociclist, poreclit «Șopârlă». Este cunoscut pentru temperamentul său impulsiv și nivelul de sarcasm ridicat.
Anastasia K. Kisegaci (Svetlana Kamînina) – medicul-șef al spitalului, amanta și apoi soția lui Bîkov. O femeie cu un caracter dur, rareori arată afectivitate.
Ivan N. Cupitman (Vadim Demciog) – doctor-dermatovenerolog, doctor în științe Medicale, șeful secției dermato-venerice a spitalului. Despre el se pot spune următoarele: evreu, viclean, iubește banii. Cunoscător și colecționar de coniac scump, însă cu toate astea nu vă lăsați induși în eroare că e doar un avar materialist și nepăsător. Pe parcursul serialului, Cupitman de multe ori va da dovadă de omenie și compasiune. Cel mai bun prieten al lui Bîkov.
Gleb Romanenko (Ilia Glinnikov) – fiul lui Kisegaci dintr-o căsătorie anterioară. Are reputația de «băiat de bani gata», nu ratează nici o ocazie de a-și fenta colegii și de a chiuli de la muncă. Nu vrea deloc să devină medic, dar a cedat presiunii mamei sale, care îl susține financiar. Cel mai bun prieten al lui Lobanov.
Semion Lobanov (Aleksandr Iliin) – unul dintre cei 4 stagiari veniți să își desfășoare stagiul la dr.Bîkov. Semion nu este cel mai priceput în ale medicinei, însă devine aprig și descurcăreț când vine vorba s-o rupă din ghete de la lucru. Irascibil și nerăbdător, nesigur în ceea ce privește datoriile. 
Lobanov încearcă adesea să câștige bani pe o parte, îngăduind activități oarecum ilegale sau ambigui din punct de vedere moral și eșuează întotdeauna din cauza iresponsabilității și lenei sale. Cel mai bun prieten al lui Romanenko. 
Boris "Boria" A. Levin (de origine lituaniană: Dmitrijus Šarakojis) este un alt intern. Levin a absolvit universitatea cu merite deosebite și crede că este de departe cel mai inteligent și talentat dintre stagiari. De asemenea, se consideră favoritul lui Bîkov. Slăbănog și blegoman, poartă ochelari cu lentile groase, un inadaptat social (este mereu bătut și păcălit de pacienții și colegii săi) fiind agresat atât de Romanenko, cât și de Lobanov. Și-a pierdut virginitatea intrând într-o relație de lungă durată cu asistenta șefă Liubov Skriabina, cu mult mai în vârstă decât el, mai degrabă mamă. 
Varvara "Varia" N. Cernous (Cristina Asmus) -  este singura internă de sex feminin și e supusă frecvent unor stereotipuri cu privire la faptul că este o femeie naivă și are nevoie de a se apropia de un bărbat. Cu toate că ea a respins inițial avansurile lui Romanenko datorită reputației sale, cei doi s-au angajat într-o relație care în cele din urmă s-a încheiat (în parte datorită faptului că Chernous a dezvoltat o pasiune față Bîkov). Chernous este inteligentă, plină de compasiune, prin urmare, este un medic destul de bun, dar reacțiile ei supraemotive o pun uneori în dificultate.
Liuba M. Skriabina (Svetlana Permiakova) – asistenta șefă a secției de terapie. Ascultătoare și profesionistă, strângătoare, îi plac bârfele. Este foarte superstițioasă și câteodată irascibilă.  
| Sezoane | Sezoane                        | Episoade                       | Perioadă                | Regia                                          |
| ------- | ------------------------------ | ------------------------------ | ----------------------- | ---------------------------------------------- |
|         | 1                              | 1-20 (20 de episoade)          | 31.03.2010 - 05.05.2010 | Maxim Pezhemsky, Zaur Bolotaev                 |
|         | 2                              | 21-40 (20 de episoade)         | 15.06.2010 - 21.09.2010 | Zaur Bolotaev, Milan Kilibarda                 |
|         | 3                              | 41-60 (20 de episoade)         | 31.01.2011 - 04.03.2011 | Evgeny Nevsky                                  |
|         | 4                              | 61-80 (20 de episoade)         | 30/05/2011 - 04/07/2011 | Evgeny Nevsky, Milan Kilibarda, Radda Novikova |
|         | 5                              | 81-100 (20 de episoade)        | 29/08/2011 - 29/09/2011 | Milan Kilibarda, Radda Novikova                |
|         | 6                              | 101-120 (20 de episoade)       | 02.04.2012 - 26.04.2012 | Radda Novikova                                 |
|         | 7                              | 121-140 (20 de episoade)       | 27/04/2012 - 01/11/2012 | Radda Novikova                                 |
|         | 8                              | 141-160 (20 de episoade)       | 25/01/2013 - 22/05/2013 | Radda Novikova                                 |
|         | 9                              | 161-180 (20 de episoade)       | 23.05.2013 - 25.09.2013 | Radda Novikova                                 |
|         | Anul 1, episodul 1 de Revelion | Anul 1, episodul 1 de Revelion | 12/31/2013              | Dina Șturmanova                                |
|         | 10                             | 181-203 (23 de episoade)       | 03/02/2014 - 13/03/2014 | Dina Șturmanova                                |
|         | 11                             | 204-223 (20 de episoade)       | 06.10.2014 - 06.11.2014 | Dina Șturmanova                                |
|         | Anul 2, episodul 2 de Revelion | Anul 2, episodul 2 de Revelion | 12/31/2014              | Kirill Sedukhin                                |
|         | 12                             | 224-238 (15 episoade)          | 02/09/2015 - 03/05/2015 | Dina Șturmanova                                |
|         | 13                             | 239-258 (20 de episoade)       | 09/07/2015 - 10/07/2015 | Kirill Sedukhin                                |
|         | 14                             | 259-278 (20 de episoade)       | 25/01/2016 - 25/02/2016 | Giorgi Kalatozishvili                          |

Începând cu 2019 serialul este disponibil în limba română în acces liber pe internet.